# Gaurnadi
Gaurnadi är en ort i Bangladesh.   Den ligger i provinsen Barisal, i den centrala delen av landet, 80 km söder om huvudstaden Dhaka. Gaurnadi ligger 12 meter över havet och antalet invånare är 40 519.
Terrängen runt Gaurnadi är mycket platt. Gaurnadi är det största samhället i trakten.
Trakten runt Gaurnadi består till största delen av jordbruksmark. Runt Gaurnadi är det mycket tätbefolkat, med 1 754 invånare per kvadratkilometer.